# Baumgarten, Viena
Baumgarten a fost un oraș independent până la sfârșitul secolului al XIX-lea, iar astăzi este o zonă a celui de-al paisprezecelea district al orașului Viena, Penzing. Poate fi împărțit în Oberbaumgarten (în vest, lângă Hutelldorf) și Unterbaumgarten.
Artistul Gustav Klimt s-a născut în Baumgarten.